# Проблемы мира и социализма

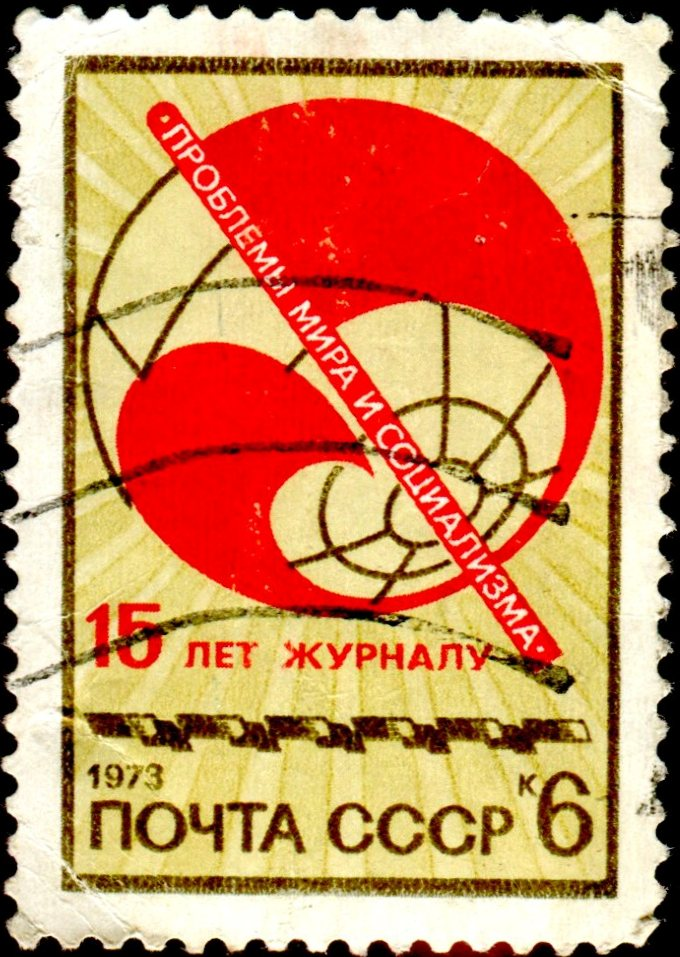
Почтовая марка 15 лет журналу «Проблемы мира и социализма»

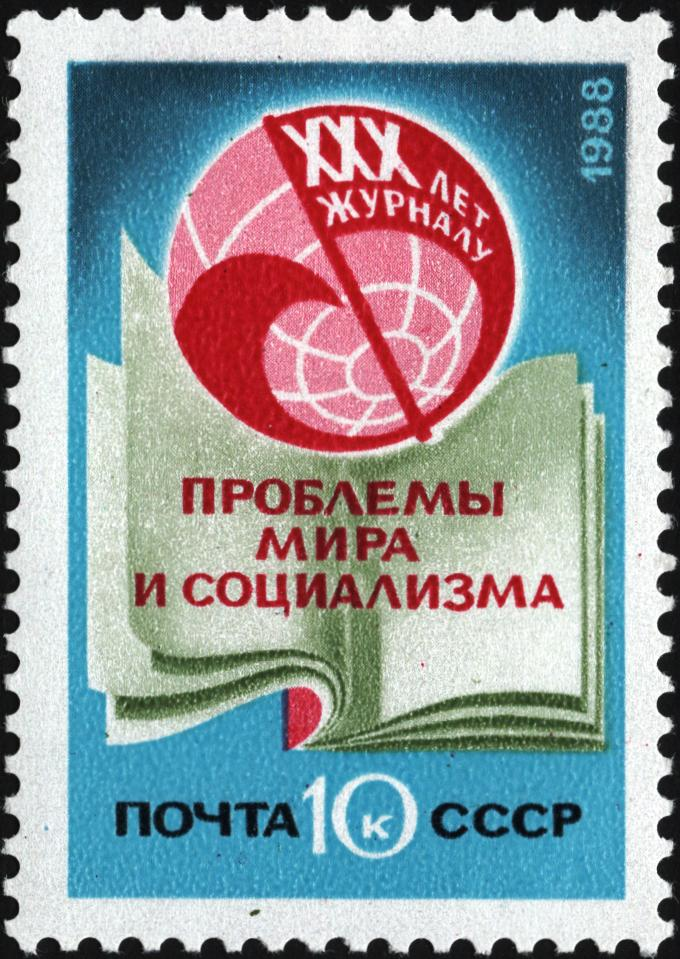
Марка СССР: 30-летие журнала «Проблемы мира и социализма»

«Проблемы мира и социализма» — ежемесячный теоретический и информационный журнал коммунистических и рабочих партий. Издавался в Праге с июня 1958 по июнь 1990 гг. на 26—34 языках.
В состав редакционной коллегии и редакционного совета журнала входили представители многих коммунистических и рабочих партий. Общее руководство деятельностью редакции журнала осуществлялось Международным отделом ЦК КПСС.
Журнал освещал «вопросы марксистско-ленинской теории, стратегии и тактики мирового коммунистического движения, положение рабочего класса, борьбу за демократию и социализм в странах развитого капитализма и развивающихся странах, строительство социализма и коммунизма в странах социалистической системы, проблемы национально-освободительного движения, внутрипартийную жизнь коммунистических и рабочих партий».
На 1975 год распространялся в 145 странах общим тиражом в 500 тысяч экземпляров.

## История
Журнал «Проблемы мира и социализма» создавался на руинах Коминформа, как бы взамен его газеты «За прочный мир, за народную демократию». Руководство КПСС видело в журнале инструмент сплочения под её эгидой, коммунистических партий, укрепления своего доминирующего положения.
Журнал «Проблемы мира и социализма» был создан на совещании представителей коммунистических и рабочих партий Австрии, Албании, Аргентины, Болгарии, Великобритании, Венгрии, Вьетнама, ГДР, ФРГ, Индии, Италии, КНР, КНДР, Монголии, Польши, Румынии, СССР, Финляндии, Франции и Чехословакии, которое состоялось 7—8 марта 1958 года.
Совещание приняло решение: приступить с июня 1958 года к издания ежемесячного журнала «Проблемы мира и социализма» в Праге, создать редколлегию журнала из представителей Болгарии, Великобритании, Венгрии, ГДР, Италии, КНР, Польши, Румынии, СССР, Франции и Чехословакии, по предложению делегации Компартии Китая избрать шеф-редактором журнала представителя СССР.
По словам протодиакона Андрея Кураева: «Достаточно хорошо известно, что это и был тот мозговой штаб, откуда и вышла сама по себе идеология перестройки».
Как вспоминает Карен Брутенц, журнал выпестовал «ревизионистов»:
это Н. Иноземцев, директор ИМЭМО, член ЦК, на одном из пленумов затронувший вопрос о реформировании существующей государственной монополии внешней торговли и получивший суровую отповедь, которая помогла ему приобрести инфаркт; Г. Арбатов, директор Института США и Канады, член ЦК, вместе с Иноземцевым ближайший советник и спичрайтер Брежнева; Ю. Карякин — известный радикальный демократ, прославившийся незабываемой фразой: «Россия, ты сдурела»; Е. Амбарцумов, пламенный демократ первой проельцинской волны, ныне разочаровавшийся и нашедший убежище в дипломатической синекуре; А. Черняев — член ЦК, помощник Горбачева в 1986–1991 годах; Г. Шахназаров — член ЦК, тоже помощник Горбачева в эти годы; В. Загладин — член ЦК, доверенный советник Брежнева, а в 1988–1991 годах — Горбачева; Ю. Жилин — один из самых способных работников Международного отдела, последовательный антисталинист и т. д.
О «пражанах» румянцевского призыва А. С. Черняев говорит, что «эти люди, а их десятки, прошедших школу журнала, стали черенками свободы в дряхлеющем древе советского марксизма-ленинизма…»

## Шеф-редакторы
- акад. А. М. Румянцев (1958—1964)
- акад. Ю. П. Францев (1964—1968)
- д.и.н. К. И. Зародов (1968—1982)
- к.и.н. Ю. А. Скляров (1982—1986)
- А. М. Субботин (1986—1990)